# Myrmica

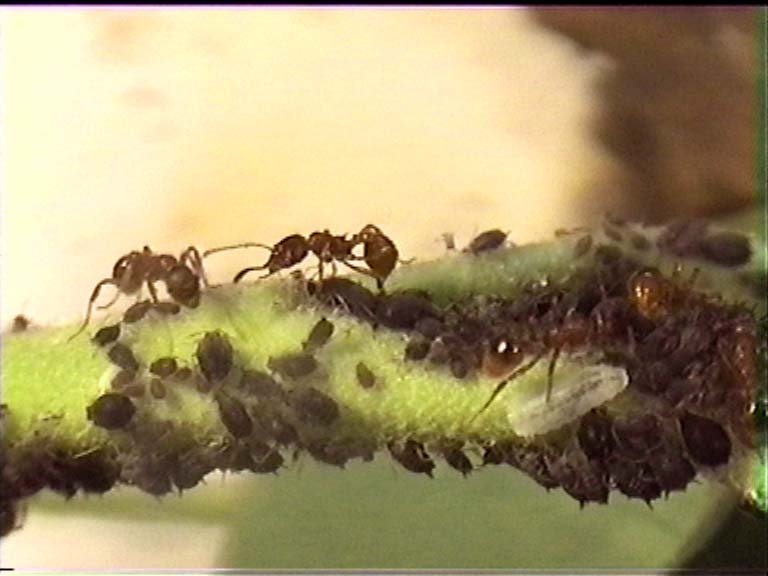
Myrmica-Arbeiterinnen mit Blattläusen

Myrmica sind eine Gattung der Ameisen (Formicidae) und gehören zur Unterfamilie der Knotenameisen (Myrmicinae). Vertreter sind in Mitteleuropa überall verbreitet und werden im Volksmund als „Rote Ameisen“ bezeichnet. Zu den bekanntesten Arten gehören die Rote Gartenameise (Myrmica rubra) und auch die Trockenrasen-Knotenameise (Myrmica scabrinodis).

## Merkmale

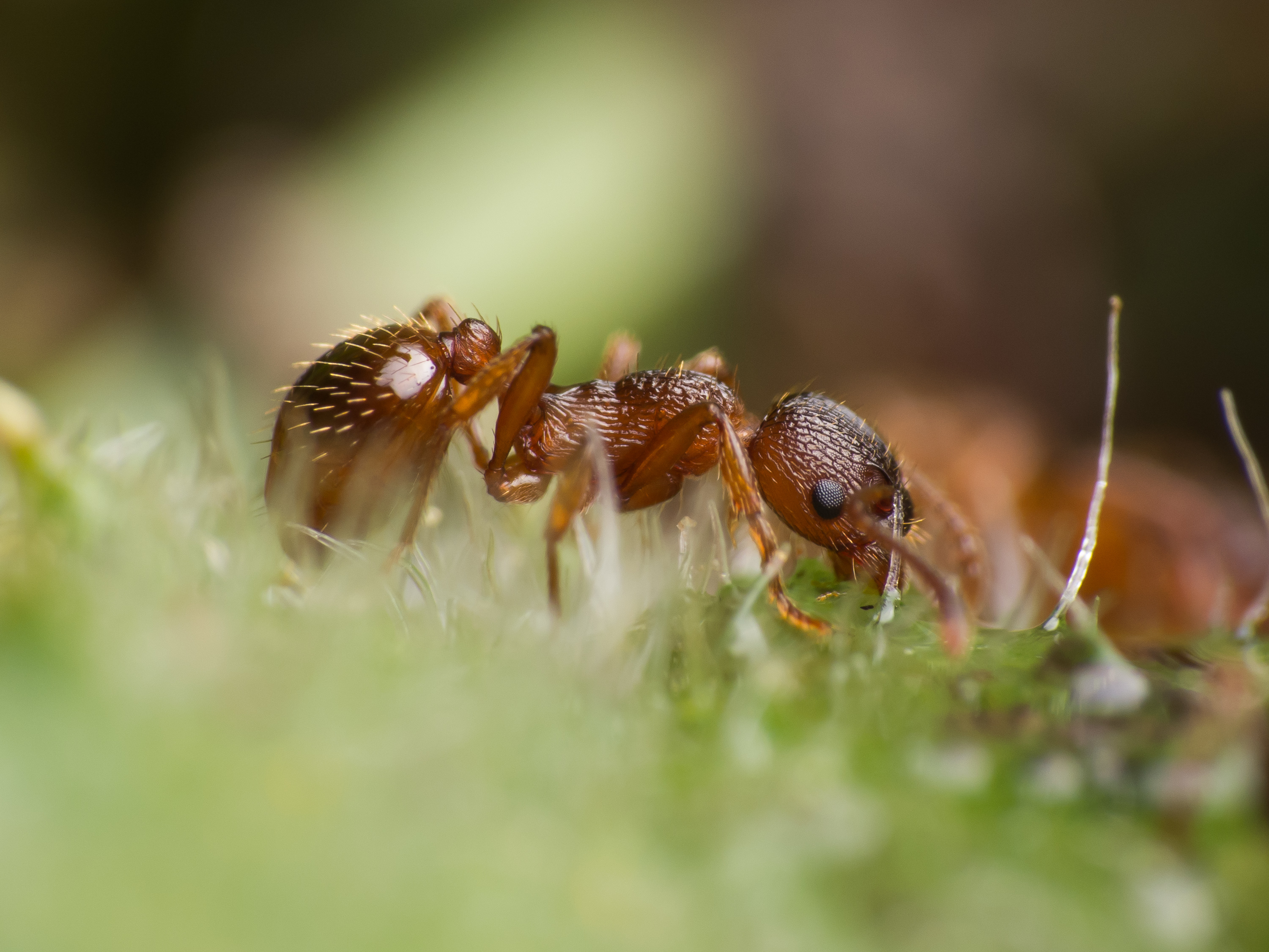
Myrmica sp. Arbeiterin, Seitenansicht

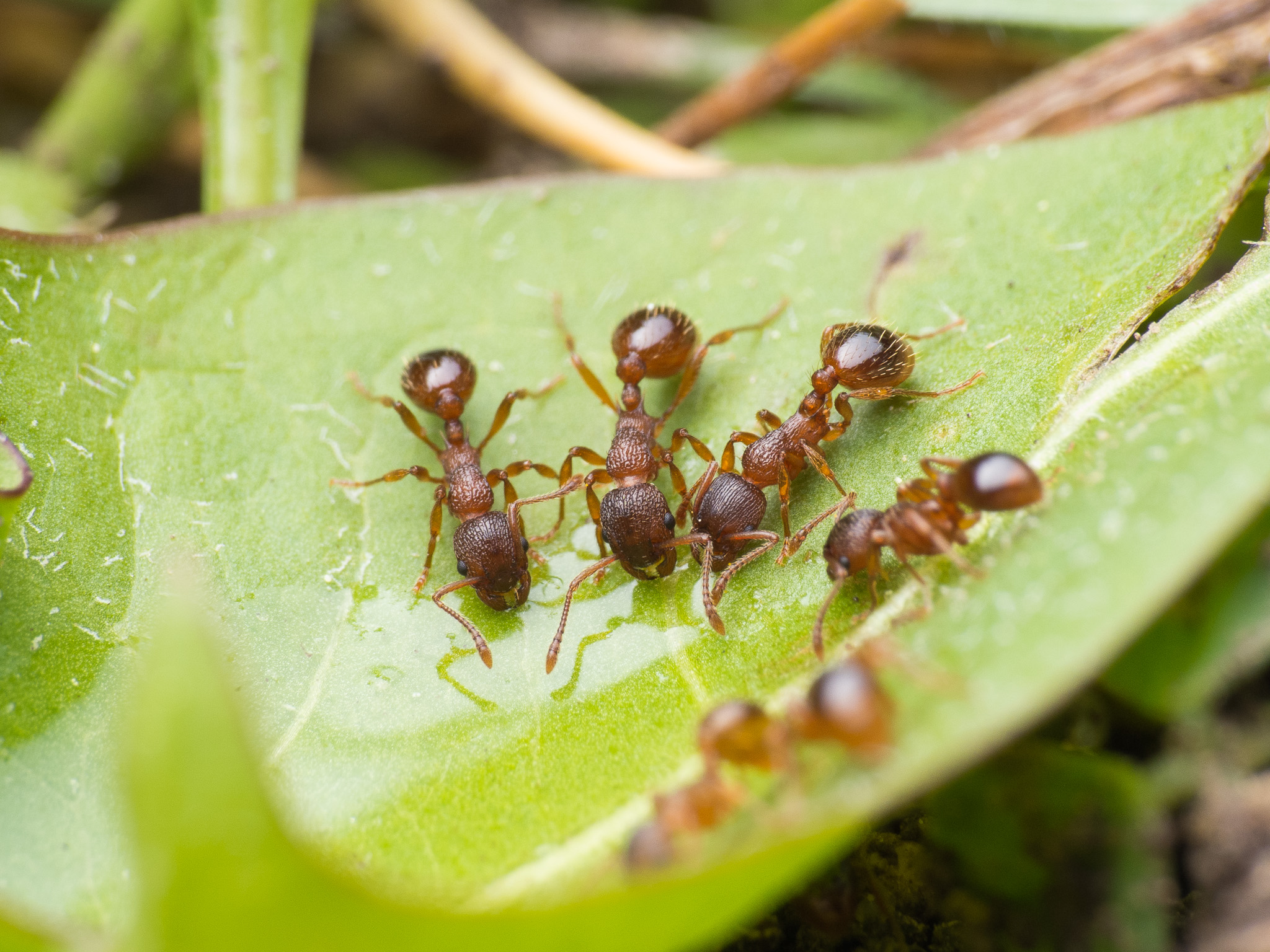
Mehrere Myrmica sp. Arbeiterinnen trinken Zuckerwasser.

Die Arbeiterinnen sind von mittlerer Größe, meist um etwa fünf Millimeter. Die Länge beträgt selbst bei den kleinsten Arten immer über einen Millimeter. Sie sind einfarbig in Tönen von Rot, Gelb und Braun gefärbt. Die Farbe ist allerdings nicht artspezifisch und kann bei verschiedenen Populationen derselben Art, sogar bei Arbeiterinnen desselben Nests, stark variieren. Die Antennen bestehen aus 12 Gliedern, wobei die Fühlerkeule von drei bis vier Gliedern gebildet wird. Die Mandibeln sind am Kaurand mit 7 bis 10 Zähnen besetzt, die zur Spitze hin größer werden. Wie alle Knotenameisen verfügen die weiblichen Kasten über einen Giftstachel. Das Stielchenglied besteht aus zwei großen, knotenförmigen Segmenten, der Petiolus trägt bei Myrmica dabei an der Unterseite vorne eine Auseckung oder ein Zähnchen und ist rund anstatt langgestielt. Der Postpetiolus ist glatt ohne Anhängsel an der Unterseite. Durch Reibung des Postpetiolus an der gerillten Unterseite des ersten Gastersegments können Stridulationslaute erzeugt werden. Die Geräusche dienen der Kommunikation, sind für den Menschen allerdings nicht hörbar. Die Maxillarpalpen bestehen aus sechs, die Labialpalpen aus vier Gliedern. Die Tibien der Hinterbeine tragen jeweils einen kammförmig ausgeprägten Sporn. Auf dem Propodeum sitzen meist zwei lange Dornen. Die geflügelten Weibchen sind größer als die Arbeiterinnen und bei den kleinsten Arten mindestens 1,5 Millimeter lang. Sie werfen nach dem Schwarmflug ihre Flügel ab. Bei den ebenfalls geflügelten Männchen sind die Fühler 13-gliedrig. Die Männchen sterben nach dem Schwarmflug. Die Flügel zeichnen sich bei den Geschlechtstieren dadurch aus, dass die Cubitalzelle von einer unvollständigen Querader aufgeteilt wird.

### SozialparasitäreMyrmica-Arten (Symbiomyrma)
Es gibt einige sozialparasitär lebende Arten, bei denen die Arbeiterkaste vollständig reduziert ist, zum Beispiel Myrmica karavajevi. Sie leben als permanente Sozialparasiten (Inquilinen) bei anderen Myrmica-Arten. Im Gegensatz zu ihren Wirtsameisen sind bei allen Morphen dieser sozialparasitären Arten die Sporne an den Tibien nie kammartig geformt. Sie haben außerdem einen stark ausgeprägten periokzipitalen Flansch, der an der Unterseite des Kopfes in einer Leiste ausläuft. Das Mesosoma ist deutlich kürzer als bei den übrigen Myrmica, auch die Behaarung des Petiolus fällt kürzer aus. Sie werden in der Untergattung Symbiomyrma zusammengefasst. Daneben gibt es weitere Sozialparasiten, zum Beispiel Myrmica hirsuta, die allerdings noch über eine Arbeiterkaste verfügen.

### Ähnliche Gattungen
Verwechselungsgefahr besteht mit Vertretern der Gattung Manica, wie zum Beispiel der Großen Knotenameise. Diese sind morphologisch recht ähnlich, haben allerdings keine Dornen auf dem Propodeum und sind wesentlich größer. Kleinere Myrmica-Arten können auch mit unauffällig gefärbten Vertretern aus den Gattungen Leptothorax und Temnothorax verwechselt werden.

## Verbreitung
Das Verbreitungsgebiet erstreckt sich über die gesamte Holarktis. Viele Arten sind in Asien vertreten, wo sie von Nordsibirien bis in das Bergland von Hinterindien vorkommen. Auch im Kaukasus sind viele Arten häufig anzutreffen. In Europa reicht das besiedelte Gebiet von Fennoskandien bis in den Mittelmeerraum, wobei in wärmeren Gebieten nur wenige Arten an feuchteren Standorten auftreten. In Nordafrika sind nur noch einzelne Ansiedelungen bekannt. In der Nearktis kommen diverse Arten vom Polarkreis bis ins Hochland von Mexiko vor. Myrmica fehlt in Südamerika, Australien und im südlichen Afrika.

## Lebensweise
Myrmica-Kolonien sind zumeist polygyn, die Volksstärke reicht dabei gewöhnlich von 300 bis 1.500 Individuen. Selten wird eine Individuenanzahl von bis zu 10.000 Tieren erreicht. Die Arbeiterinnen bewegen sich meist einzeln, entweder in der Streuschicht oder auf der Erdoberfläche. Einige Arten belaufen auch Büsche und Bäume. Die Ernährung ist zum größten Teil zoophag. Zusätzlich sammeln sie auch Nektar und betreiben Trophobiose mit unterirdisch und oberirdisch lebenden Blattläusen und Schildläusen. Darüber hinaus stehen viele Arten in symbiotischer oder parasitärer Beziehung zu beinahe hundert verschiedenen anderen Insekten, insbesondere Schmetterlingen (vorwiegend Bläulingen). Die Nester werden unterirdisch angelegt, meist im Schutz von Steinen oder liegenden Baumstämmen sowie am Wurzelwerk von Pflanzen. Gegen Bodenverdichtung sind Myrmica-Arten relativ unempfindlich.

### Larvalentwicklung und Kastendetermination
Die Entwicklung der Brut ist stark temperaturabhängig. Unter den in Mitteleuropa herrschenden Klimabedingungen dauert der Entwicklungsprozess von der Eiablage bis zum fertigen Imago zwischen 70 und 90 Tagen, wenn das Ei im Frühling abgelegt wurde. Diese Generation wird als „schnelle Brut“ bezeichnet. Eier, die nach Mitte Juli abgelegt werden, werden dagegen „langsame Brut“ genannt. Die daraus entstehenden Larven überwintern einmal im Mutternest und können sich im folgenden Frühjahr unter Umständen zu fertilen Weibchen entwickeln. Dazu ist allerdings zusätzlich die richtige Fütterung mit Sekreten aus der Postpharynxdrüse nötig. Diese Fütterung bestimmt, ob kleine Arbeiterinnen, große Arbeiterinnen oder Königinnen entstehen. Die Königinnen ihrerseits üben durch Pheromone aus der Kopfdrüse einen Einfluss auf das Brutpflegeverhalten der übrigen Tiere aus. So verstümmeln die Arbeiterinnen von M. rubra jene Larven mit Bissverletzungen, aus denen möglicherweise Königinnen entstehen könnten, so dass daraus nur noch Arbeiterinnen entstehen können. Fehlen Königinnen, dann haben Larven eine größere Chance, zu fertilen Weibchen zu werden.

### Fortpflanzung und Koloniegründung
Die geflügelten Geschlechtstiere schwärmen im Sommer. Dabei kommt es zum Ausbreitungsflug, oft treffen sich die Tiere verschiedener Nester an markanten Geländepunkten zur Gipfelbalz. Männchen können dort mehrere Tage verharren, bis eine paarungsbereite Jungkönigin auftaucht. Die Begattung findet nie im Flug, sondern immer auf einer festen Unterlage statt. Die Weibchen sind zur selbstständigen Koloniegründung fähig, welche semiclaustral erfolgt. Die Gründung kann auch gemeinsam durch mehrere Tiere in Pleometrose erfolgen. Jungköniginnen werden auch häufig in bereits bestehende Nester der gleichen Art aufgenommen. Dementsprechend sind die meisten Myrmica-Kolonien polygyn.

### Beziehung zu Bläulingen
Die Raupen von etwa drei Viertel der näher erforschten Bläulingsarten leben myrmekophil, also von oder mit Ameisen. In der Tribus Polyommatini sind es über 90 Prozent aller Arten. Einige Schmetterlingsraupen geben ein zuckerhaltiges Sekret ab, das von den Ameisen, ähnlich wie Honigtau, als Nahrung genutzt wird. Im Gegenzug werden die Raupen vor Fressfeinden beschützt. Andere Bläulingsraupen leben als Parasiten im Ameisenbau. Durch taktile und chemische Mimikry werden sie von ihren Wirten ins Nest getragen und wie eine Ameisenlarve gefüttert, zudem fressen manche Arten auch die Ameisenbrut.
Viele Arten sind an bestimmte Myrmica-Art angepasst und können sich nur im Nest ihres Wirtes zum Imago entwickeln. Ameisenbläulinge (Phengaris) sind an einen spezifischen Hauptwirt gebunden, der jedoch regional unterschiedlich sein kann. So braucht der Quendel-Ameisenbläuling (Phengaris arion) die Art Myrmica sabuleti zur Entwicklung. In manchen Gegenden können auch weitere Arten als Nebenwirt genutzt werden. So treten der Lungenenzian-Ameisenbläuling (Phengaris alcon) und der Dunkle Wiesenknopf-Ameisenbläuling (Phengaris nausithous) vorwiegend bei der Roten Gartenameise (Myrmica rubra), aber auch bei der Waldknotenameise (Myrmica ruginodis) auf, wo sie als „Kuckucksraupen“ gefüttert werden, ähnlich wie der Kreuzenzian-Ameisenbläuling (Phengaris rebeli) im Nest von Myrmica schencki.

## Systematik
Weltweit gibt es 187 beschriebene Arten sowie weitere Unterarten und Variationen. Bei vielen offiziell gültigen Taxa dürfte es sich um jüngere Synonyme einer anderen Art handeln. Die sozialparasitären Arten, von denen in der Westpaläarktis vier verschiedene vorkommen, werden meist in die Untergattung Symbiomyrma gestellt. Oft wird der Name in der Literatur aber auch synonym verwendet.
In Mitteleuropa kommen mindestens 18 verschiedene Vertreter der Gattung Myrmica vor, darunter folgende Arten:
- Myrmica hellenica, Finzi 1926
- Myrmica hirsuta, Elmes 1978
- Myrmica lonae, Finzi 1926
- Myrmica rubra, (Linnaeus 1758) („Rote Gartenameise“)
- Myrmica ruginodis, Nylander 1846 („Waldknotenameise“)
- Myrmica rugulosa, Nylander 1849 („Gerunzelte Knotenameise“)
- Myrmica sabuleti, Meinert 1861 („Säbeldornige Knotenameise“)
- Myrmica salina, Ruzsky 1905
- Myrmica scabrinodis, Nylander 1846 („Trockenrasen-Knotenameise“)
- Myrmica schencki, Viereck 1903
- Myrmica (Symbiomyrma) karavajevi, Arnoldi 1930

### Synonyme
Folgende Namen sind Synonyme für die Gattung Myrmica:
- Dodecamyrmica Arnoldi, 1968
- Paramyrmica Cole, 1957
- Sifolinia Emery, 1907
- Sommimyrma Menozzi, 1925
- Symbiomyrma Arnoldi, 1930